# Canon de 75 mm modèle 1897
 (septembre 2014).
Si vous disposez d'ouvrages ou d'articles de référence ou si vous connaissez des sites web de qualité traitant du thème abordé ici, merci de compléter l'article en donnant les références utiles à sa vérifiabilité et en les liant à la section « Notes et références ».
Pour les articles homonymes, voir Canon de 75 mm.
Le canon de 75 mm modèle 1897 est une pièce d'artillerie de campagne de l'armée française. D'une conception révolutionnaire pour son époque, il regroupe, en effet, tous les derniers perfectionnements intervenus dans l'artillerie à la fin du XIXe siècle, à savoir : l'utilisation de la poudre sans fumée, de la munition encartouchée, de l'obus fusant, d'un chargement par la culasse selon le procédé Nordenfelt et d'un frein de recul oléopneumatique. Cette synthèse, en éliminant les dépointages lors des tirs, rendait enfin possible un vieux rêve des artilleurs, le tir rapide. C'est grâce à ses caractéristiques exceptionnelles qu'il fut surnommé le « canon roi ».
Devenu un emblème de la puissance militaire française, connu bientôt comme le soixante quinze, voire notre glorieux soixante quinze, il fait l'objet d'un culte de la part des militaires et patriotes français, qui voient en lui une solution miracle à tout problème. Cet enthousiasme conduira à négliger entre autres la modernisation de l'artillerie lourde, erreur qui sera durement payée lors de la Première Guerre mondiale. En effet, si le 75 est le meilleur canon de campagne de son époque et s’est avéré très efficace dans la guerre de mouvement, et notamment dans la première bataille de la Marne, il est en revanche beaucoup moins à l'aise et efficace dans une guerre de position, où l'on a besoin d'artillerie lourde pour atteindre les troupes retranchées. Il se distinguera néanmoins en grande partie grâce à ses servants qui paieront un lourd tribut. Encore en service en grand nombre dans l'armée française de 1940, il se montra cette fois-ci dépassé dans la guerre de mouvement, car on avait tardé à le rendre apte à la traction automobile, désormais nécessaire. Il connaîtra toutefois une seconde jeunesse comme pièce antichar, lors de la bataille de France, aux mains de la Wehrmacht et des Forces françaises libres.

## Naissance

### Conception

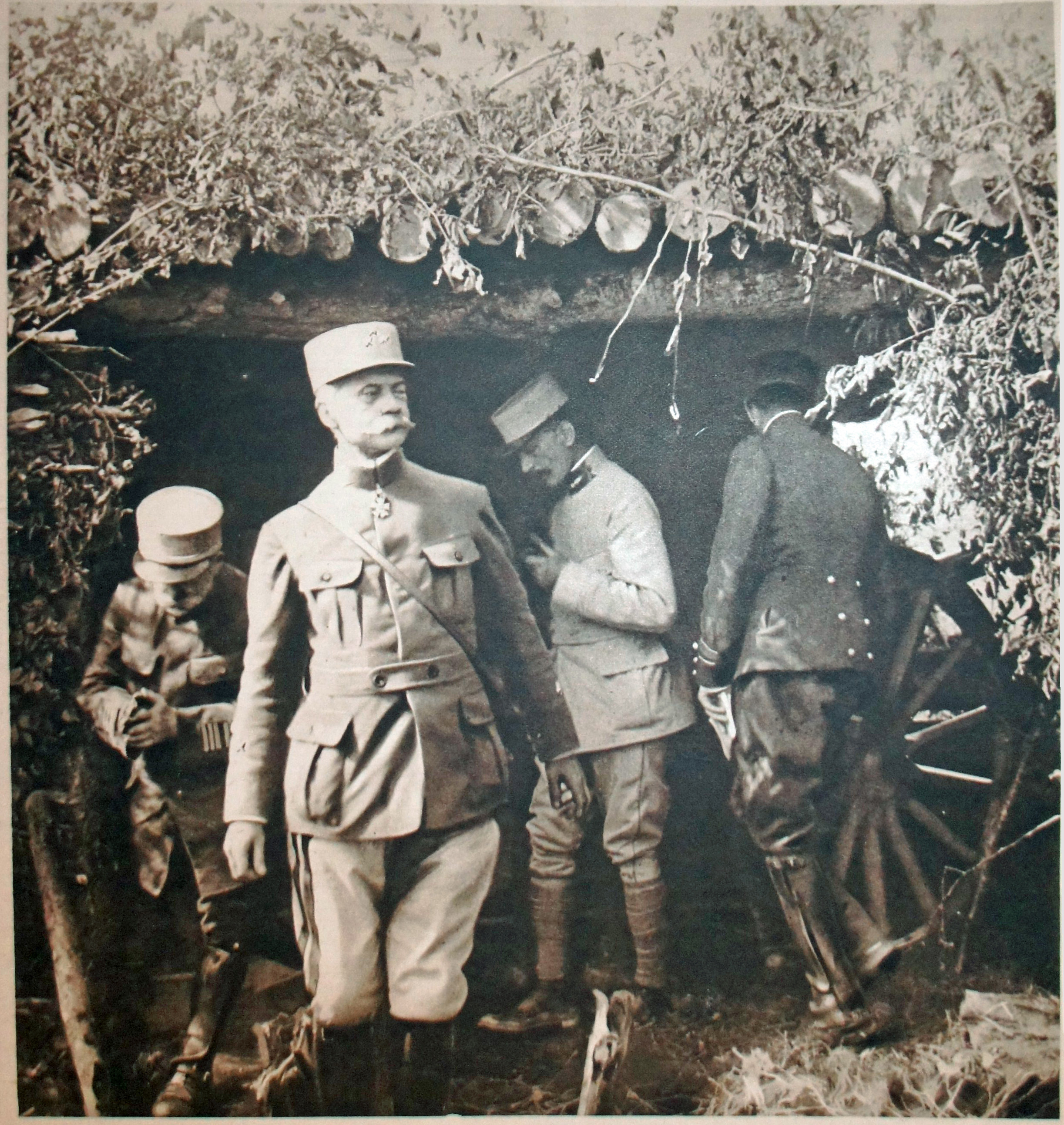
Charles Étienne Sainte-Claire Deville visitant un poste de tir lors de la Première Guerre mondiale.

En septembre 1892, un canon expérimental à tir rapide de 52 millimètres de calibre - conçu par le capitaine Charles Étienne Sainte-Claire Deville - est essayé à l'arsenal de Bourges. Le général Mathieu, directeur de l'artillerie, demande au commandant Deport, polytechnicien et officier d'artillerie, qui dirige l'Atelier de construction de Puteaux, d'entreprendre la réalisation d'une version agrandie avec un calibre de 75 millimètres. Le projet prend la désignation de 75C. Parallèlement sont lancés trois autres projets, surtout destinés à induire le renseignement allemand en erreur, les 75A, 75B et 75D. Un premier tir d'essais du 75C est réalisé début 1893, mais des problèmes d'étanchéité et de fiabilité du frein de recul se posent encore. Il en sera de même lors des tirs du 25 novembre 1893 et du 19 mai 1894. Néanmoins, après le second, le ministre de la guerre, le général Mercier, décide de commander 340 pièces. En novembre 1894, Deport découragé, décide de partir à la retraite et est remplacé par Sainte-Claire Deville, qui est assisté par le capitaine Rimailho. Il décide de revoir entièrement le frein, mais en utilisant les blocs d'acier commandés pour la fabrication de ceux du premier modèle. Trois années d'études seront nécessaires pour arriver à un résultat satisfaisant, le frein II. Il agrandit aussi le champ de l'étude, en y incluant tout ce qui est nécessaire au service de la pièce, c’est-à-dire en particulier le problème d'un ravitaillement efficace en munitions, rendu essentiel par la grande cadence de tir. Le général Hippolyte Langlois lui ordonne aussi de prévoir l'emploi du tir fusant, en modifiant l'appareil de débouchage des évents, qu'il avait réalisé pour sa pièce de 52.
Pour résoudre le problème du ravitaillement, Sainte-Claire Deville rompt avec l'usage de l'artillerie qui jusqu'alors plaçait ses caissons à munitions bien en arrière des canons. Il conçoit un caisson d'avant train qui se renverse juste à côté de la pièce, réduisant ainsi la fatigue des pourvoyeurs, qui n'ont plus à transporter les obus sur plusieurs mètres pour alimenter les pièces. Le basculement du caisson résout à la fois le problème lié au transport des cartouches, qui, transportées horizontalement, risqueraient de subir des déformations inacceptables, mais aussi procure aux pourvoyeurs un abri, car lors du tir, ils sont couverts par le fond du caisson et ses portes et peuvent, alors relativement protégés, extraire et préparer les obus pour le reste de l'équipe de tir. Plusieurs autres innovations, outre le frein de recul, sont mises en œuvre pour permettre le tir rapide : pour immobiliser la pièce, les deux roues sont pourvues de frein à abattement, dont les patins viennent s'interposer entre le sol et la bande de roulement, de plus une bêche à l'arrière de la flèche s'enfonce dans le sol lors du premier tir.

### Essais et mise en production
En décembre 1896, les essais de la nouvelle pièce se révèlent extrêmement concluants : dix mille coups sont tirés à une cadence de vingt coups par minute, sans incident. Une commande de six cents exemplaires est donc lancée pour 1897. La production de chaque élément du 75 est réalisée dans deux manufactures associées, mesure prônée par Sainte-Claire Deville, pour favoriser une meilleure interchangeabilité des pièces de rechange. Les canons sont fabriqués à Bourges et Tarbes, les affûts à Tarbes et à Tulle, les caissons à Saint-Étienne et à Châtellerault, et les glissières et freins à Puteaux et Saint-Étienne. Une commission des armements, créée en décembre 1897 et dirigée par le général Gras, est chargée d'en coordonner et contrôler la fabrication. Le canon rentre officiellement en service dans l'armée française le 28 mars 1898 et est présenté au public, pour la première fois, le 14 juillet 1899, lors du défilé sur les Champs-Élysées. Entre-temps, le général Percin s'isole avec quelques officiers de longues semaines au camp de La Fontaine du Berger pour y réaliser des essais et développer un règlement de tir simple et précis. Pour continuer à tromper l'Allemagne, le général Deloye, successeur de Mathieu, fait poursuivre les essais des 75A et 75B, allant jusqu'à suggérer que le 75B risque d'être adopté. Cette entreprise de désinformation, dans le contexte de l'affaire Dreyfus, porte ses fruits : l'armée du Kaiser adopte en effet précipitamment, en 1896, un modèle de canon de 77 mm, à affût rigide, complètement dépassé par rapport au modèle 1897, et ne poursuit pas les études sur une pièce similaire, présentée par Conrad Haussner en 1891, qui souffre des mêmes problèmes que les premiers freins français.

## Description
Le système d'arme composant le Matériel de 75 mm modèle 1897, se compose de trois éléments roulants :
- le canon ;
- l'avant-train ;
- l'arrière train-caisson.

Ils se combinent pour donner deux types d'attelage : la voiture-canon et la voiture-caisson. 
Comme il est traditionnel dans l'artillerie française depuis le système de la Vallière, les éléments comme les roues sont interchangeables. Trois types de roues seront par ailleurs produits : la roue no 7, la roue no 7 renforcée et la roue no 7C renforcée, les deux premières se composent de sept jantes de bois reliées au moyeu, par quatorze rais en bois aussi. Le moyeu s'engage sur la fusée de l'essieu, par l'intermédiaire d'une douille en bronze. La roue renforcée est pourvue de sabots métalliques qui renforcent la liaison entre les rais et les jantes, et d'un cercle métallique qui renforce le pourtour des jantes, quant à la roue 7C, par mesure de simplification, elle ne possède plus que deux jantes en bois cintrées.

### Canon
Tube
Le canon en lui-même est constitué d'un unique tube en acier fretté, renforcé à l'arrière par un manchon porte-culasse. Il est long de 2,72 mètres et pourvu de vingt-quatre rayures à pas constant vers la droite et profondes de 0,5 millimètre, sur une longueur de 2,23 mètres. Il repose sur une jaquette en bronze qui sert de chariot lors du recul. Il est fermé à l'arrière par un bloc culasse à vis excentrée de type Nordenfeldt. Cet élément permet un tir très rapide et sécurisé, l'ouverture et la fermeture de la culasse, se fait par un simple mouvement d'environ 120° de la poignée de manivelle, ce qui obture la chambre, par une rotation de la vis-culasse, dont l'étanchéité est de plus assurée par la douille en laiton de l'obus. Le percuteur n'étant en face de l'amorce de douille que lorsque la culasse est toute verrouillée, toute action prématurée sur la cordelette du tire-feu ne peut déclencher le tir, rendant l'opération très sûre. Après le tir, l'ouverture de la culasse actionne un mécanisme d'extraction de la douille, qui est tirée par son bourrelet postérieur.
Frein de tir

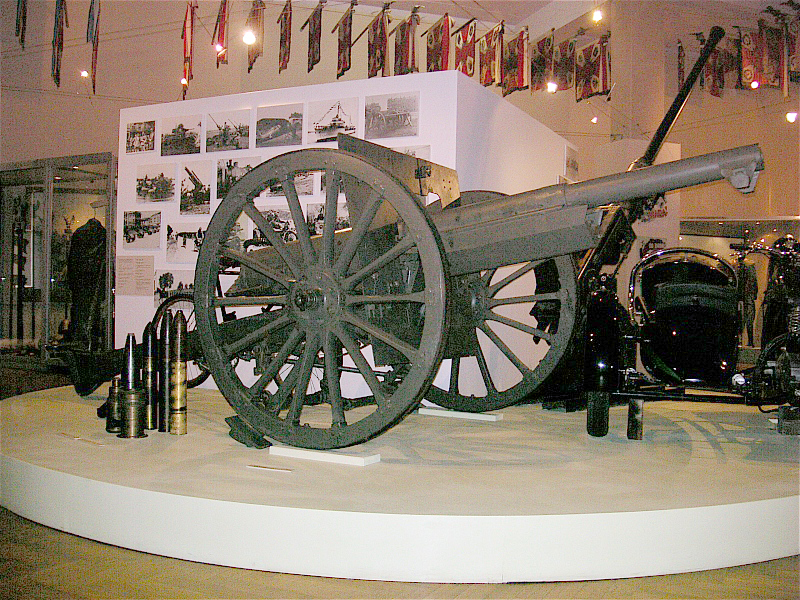
Cette photo de côté permet de distinguer le frein à abattement en position de tir.

Le canon n'est relié à l'affût que par le dispositif de frein de tir, les tourillons de celui-ci reposent sur les flasques, et au canon par une tige. Le principe du long recul est assez simple dans son principe, mais il fut ardu à mettre au point et à rendre fiable, avec les technologies de l'époque. Le frein de type I de Deport et de type II, de Sainte-Claire Deville, bien qu'ils diffèrent peu dans leur principe, sont nettement différents dans leur fabrication. Plutôt qu'un ressort, on utilise la compression d'un volume d'air enfermé pour obtenir la récupération de l'énergie du recul et la remise en batterie grâce à celle-ci. La tige porte-canon est pourvue d'un piston à son arrière qui pousse sur l'huile contenue dans le tube supérieur, et force celle-ci à passer par un évent dans le tube inférieur, où elle fait reculer le piston libre qui la sépare de l'air comprimé. L'énergie cinétique du recul et la force exercée par l'air comprimé, s'équilibrent ainsi progressivement, amortissant en douceur le mouvement du canon. Celui-ci une fois stoppé, l'air se détend de nouveau repoussant alors l'huile et donc le canon. Au total l'ensemble mobile, pesant 461 kilogrammes, recule de 1,14 à 1,22 mètre.
Affût

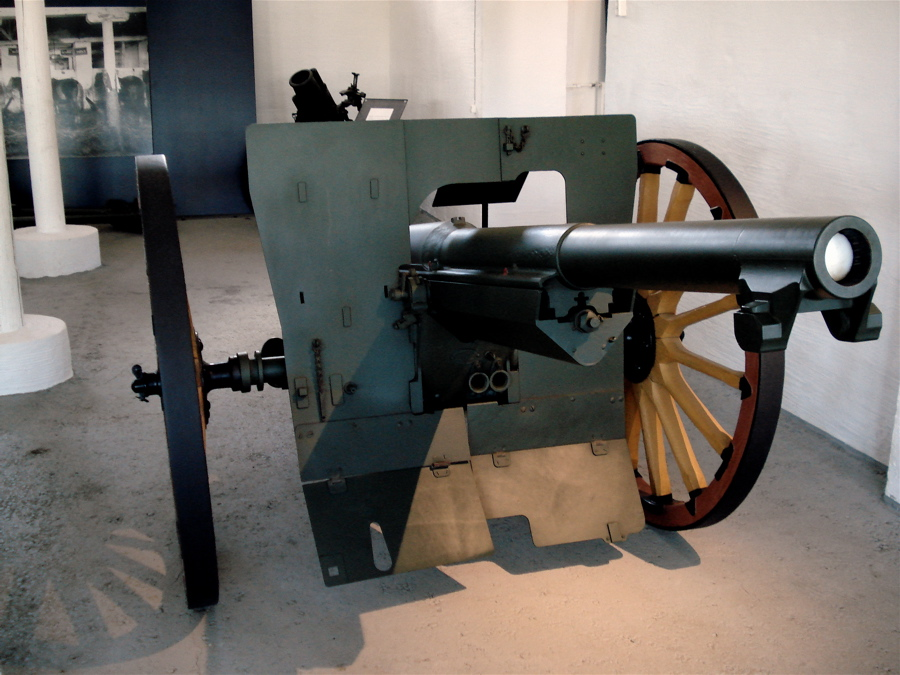
Modèle 1897.

L'affût du canon est composé d'une flèche composée de deux flasques, rendue solidaire par des entretoises, tous en fortes tôles d'acier, l'ensemble est caréné sur le dessus par une tôle plus fine, qui comporte un coussin, sur lequel repose le frein du canon, en position de route. Sur les flasques, sont fixés, les deux couvre-essieux, la bêche de crosse et deux poignées de crosse. Sur les deux couvre-essieux, viennent se fixer l'essieu tubulaire dont les deux extrémités coniques s'engagent dans les moyeux de roues, mais aussi les deux boucliers en acier indépendants, qui protègent les servants sur le champ de bataille, celui de gauche est renforcé par un arc boutant qui le fixe au flasque. En 1909, les boucliers s'étant révélés trop fragiles en campagne, on modifiera leur arrangement, l'arc boutant est déplacé sur le bouclier de droite, et une traverse amovible les relie au-dessus du canon, ainsi que des cornières au-dessous.

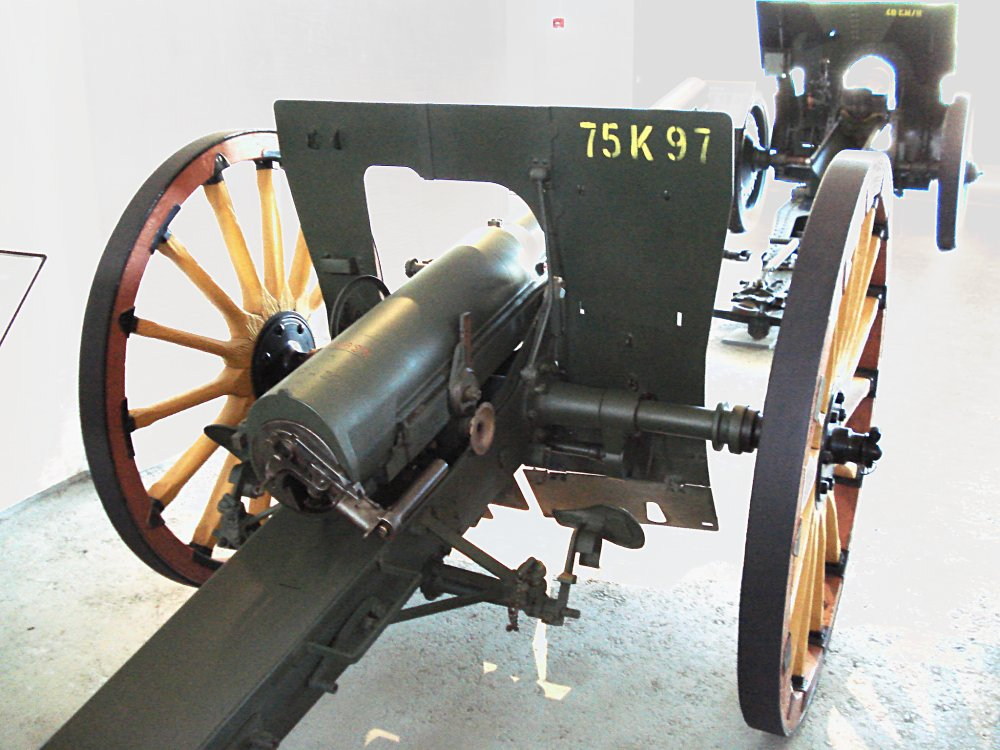
Culasse de 75.

En dessous de la flèche, on trouve le mécanisme qui sert à mettre en place le frein de roue, lors du tir, l'ensemble rigide des deux patins, lorsqu'il est déverrouillé, descend vers le sol, derrière les roues, en pivotant autour de l'essieu. Un coulisseau vient bloquer la tringle à l'arrière de l'ensemble, lors de la mise en batterie par les servants qui lèvent la crosse du canon. Les deux roues sont alors contraintes de monter sur les patins et la pièce repose alors sur trois points fixes, les deux patins et la bêche de crosse. Cette dernière s'enfonce dans le sol lors du premier tir, le canon reculant d'environ dix centimètres, par la suite il devient presque totalement immobile, lors des tirs suivants, ce qui permet aux servants de rester à sa proximité immédiate.

### Avant-train
L'avant-train est utilisé pour tracter le canon de 75 ou le caisson de munitions (arrière-train caisson). Il est constitué d'un essieu d'une voie de 1,51 mètre, portant deux coffres dans lesquels sont logés 24 obus par coffre. Il pèse 774 kilogrammes approvisionné en obus explosifs, et 830 lorsqu'il est chargé avec des obus à balles. Il est surmonté d'une banquette pour trois servants et prolongé par un timon de 2,7 mètres sur lequel sont attelés six, ou parfois quatre chevaux de trait. Lors de la mise en batterie d'une pièce, l'arrière-train caisson d'un canon est placé à gauche de la pièce et renversé, pour donner accès facile aux munitions qui se retrouvent à l'horizontale. L'appareil débouchoir de fusée est fixé au centre du coffre à munitions. Cet ensemble mécanique de haute précision, permet de régler précisément et rapidement, la durée de combustion des fusées de retard 22/31 des obus à balles. Le réglage du minutage est réalisé par une coupe réalisée dans la mèche de poudre en colimaçon de la fusée, le dispositif comprend donc un porte-lame actionné par un levier, et un ensemble d'engrenages qui convertit la distance souhaitée en position de la lame sur la fusée, le tout en double pour accélérer la manœuvre. Par la suite un modèle modifié, avec deux graduations, sera introduit permettant de régler aussi les fusées 22/31A qui ont elles un retard maximum de 31 secondes au lieu de 24.

### Arrière-train caisson
L'arrière-train caisson est une remorque supplémentaire qui s'attache à l'avant-train. Elle emporte 72 obus.

### Organes de visée et accessoires
Les organes de visées comprennent :
- un appareil de pointage en direction pour le tir indirect ;
- une lunette de tir direct ;
- un niveau de pointage Mle 1901 dont les résultats peuvent être précisés par un niveau détachable1890-1900 pour le pointage en hauteur.

Ceux-ci sont utilisés pour d'autres modèles de pièce d'artillerie jusqu'aux années 1930.

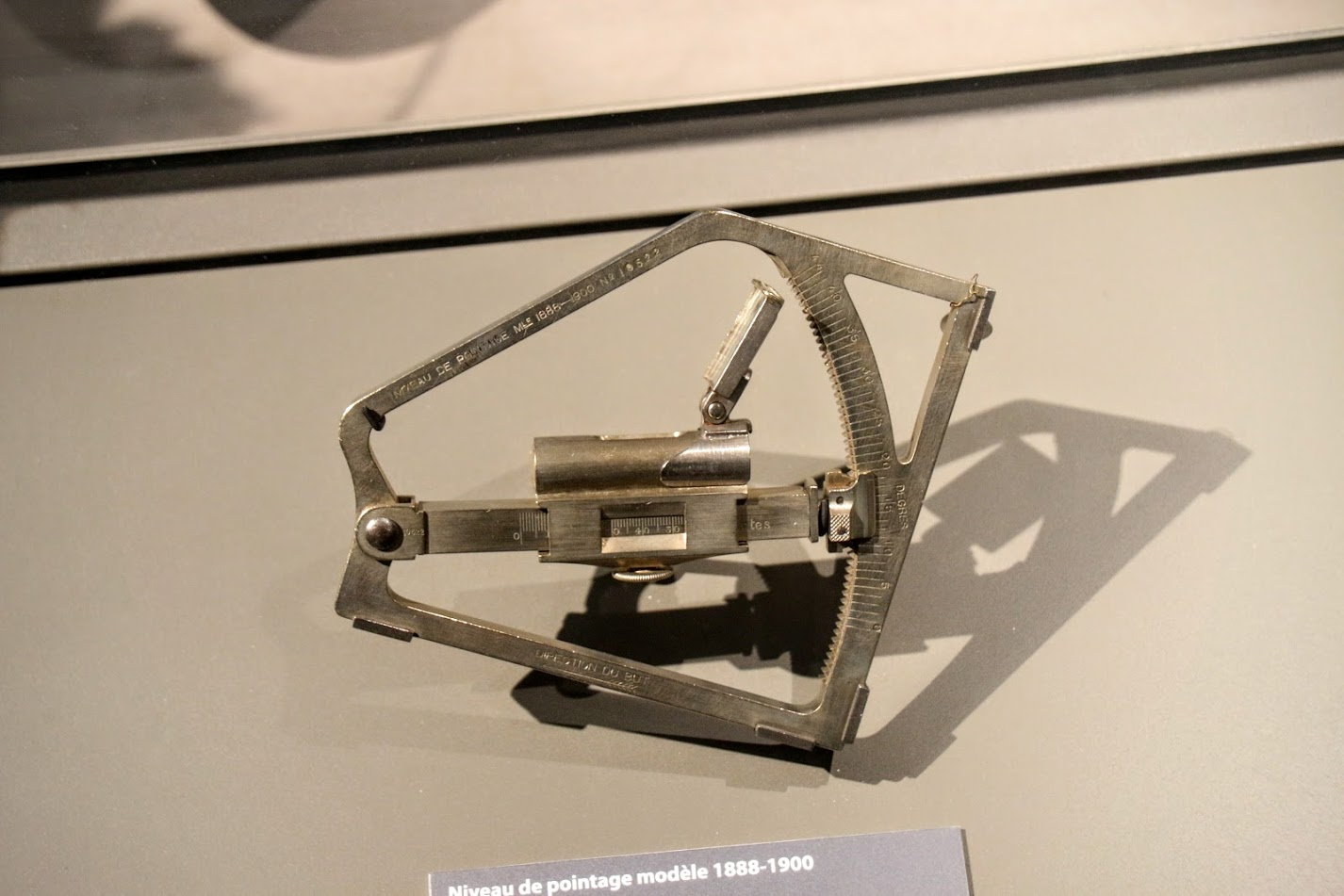
Niveau Mle 1890-1900 pour mesurer l'angle fait par le tube par rapport à l'horizontale et déterminer ainsi la portée du canon.

### Munitions
Douille et charge propulsive

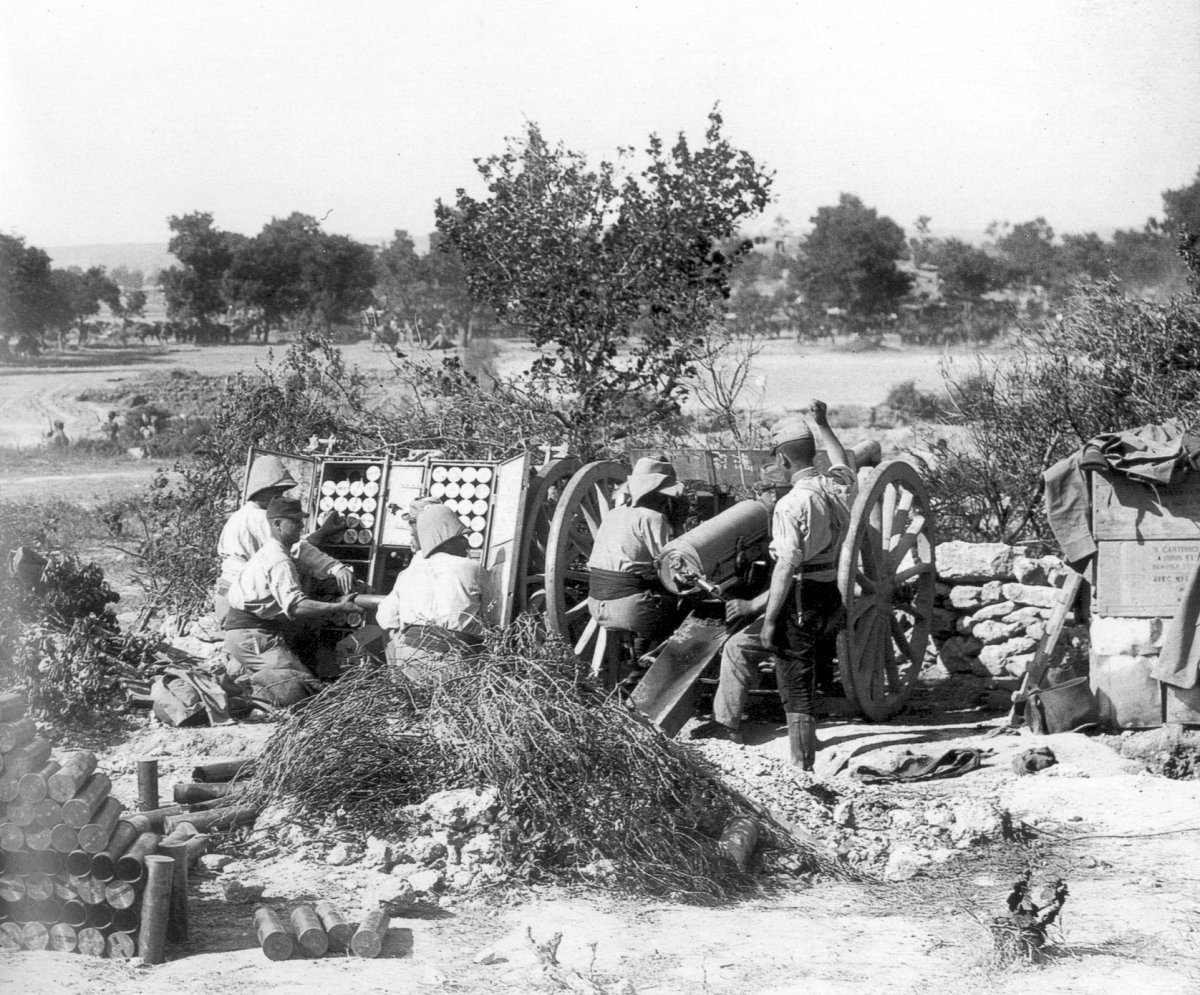
Canon et munitions sur le terrain en 1915.

Les munitions employées par le 75 modèle 1897 sont de type encartouché, c’est-à-dire que l'obus est serti sur une douille en laiton, qui contient la charge propulsive, ce qui permet le chargement rapide du coup, mais qui assure, par son culot, aussi la parfaite étanchéité du canon lors du tir. Le mélange propulsif utilisé est la poudre B, mise au point en 1884 par le chimiste Paul Vieille. Elle est "sans fumée", ce qui permet le tir rapide : la poudre noire rendrait le tir rapide impossible du fait des vapeurs dégagées et de l'encrassement du tube. Le matériel est peint en couleur claire pour éviter l'échauffement qui nuit à la stabilité du mélange propulsif : le gris bleu sera adopté à la place du vert olive habituel. Par la suite, le service des poudres améliorera le mélange en y adjoignant une petite quantité de diphénylamine. 
Trois types de charges sont disponibles : la charge normale, la charge réduite (tirs plus plongeants, fatigue réduite du matériel), les charges spéciales de décuivrage, qui contiennent de faibles quantités de plomb et d'étain, pour nettoyer les rayures du tube des reliquats de cuivre laissés par les obus. Les trois types de charges sont distingués par le marquage, sur la cartouche, de la vitesse initiale obtenue.
Les obus
Deux grands types d'obus sont montés sur les cartouches, les obus explosifs et ceux à balles, communément appelés shrapnel. D'autres types sont mis au point au cours de la Première Guerre mondiale.
- Obus explosifs

Le premier obus explosif, le modèle explosif modèle 1897, est pourvu d'une forte paroi en acier et d'une petite quantité de charge explosive (170 grammes de poudre noire). Il est pourvu d'une fusée à double effet DE 22/31, qui explose au contact ou avec un retard maximum de 24 secondes. Son évolution, donnera le modèle 1900, à paroi plus fine, ne pesant que 5,4 kilogrammes, mais chargé de 695 grammes de mélinite, dont l'emploi nécessite l'utilisation d'un détonateur relais à mélinite pulvérulente. Il utilise aussi de nouveaux types de fusées explosant à l'impact ou après celui-ci, la série des percutantes 24/31 (modèle 1899, modèle 1899/1915, modèle 1914 et modèle 1916), pour lui donner de l'efficacité contre les fortifications. Certains des obus de type 1900 sont, en outre, pourvus de mélange fumigène, pour faciliter le réglage du tir. Un dispositif de freinage aérodynamique, simple rondelle se fixant entre la fusée et le corps de l'obus, sera aussi utilisé, pour donner plus de courbure à la trajectoire et atteindre des objectifs masqués, mais son usage nuisait à la précision du tir. Ces rondelles,  connues sous le nom de plaquette Malandrin, ou de "Malandrinette" du nom de son inventeur le lieutenant colonel d'artillerie Hippolyte Malandrin, étaient conçues au départ pour l'entrainement dans certains champs de tir exigus où les obus de 75 avaient tendance à sortir des limites par effet de ricochet. Ces plaquettes réduisaient la portée des obus à 4 000 mètres maximum et donnaient plus de courbure à la trajectoire. Les plaquettes Malandrin ont été adoptées pour le combat afin de ne pas développer l'artillerie lourde (obusiers) et de ce fait, faire des économies sur les budgets. À la fin de guerre apparaîtront les obus types 1917 et 1918, du général Dessaleux, qui, mieux profilés, atteindront des portées de l'ordre de onze kilomètres.
- Obus à balles

Les obus à balles, eux aussi, sont de deux types, M et A. Le M, de 1897, dit à charge mélangée, contient 440 grammes de poudre noire et 290 balles sphériques de douze grammes, en plomb durci à l'antimoine, le tout entouré de parois fines en acier. Il sera pratiquement supplanté par le type A, à charge arrière, où la charge poudre plus légère (110 grammes), au lieu d'être mélangée aux billes d'acier est regroupée à l'arrière de l'obus. Les 261 billes étaient alors projetées vers le sol, de façon plus efficace qu'avec le modèle M. Ces deux obus furent par la suite modifiés pour l'utilisation antiaérienne, l'obus M donnant le M modifié 1911, le A devenant le A modifié 1917, qui utilisaient une fusée retard d'un maximum de quarante secondes. 
- Obus spécifiques

D'autres obus seront conçus en cours de guerre. L'obus fumigène de 1915 contient dans le corps de l'obus explosif une composition à base de phosphore et produit un épais nuage de fumée pendant quelques minutes après sa détonation. L'obus éclairant de 1916 est basé sur l'obus à balles ; la fusée DE 22/31 provoquait l'éjection d'une cartouche éclairante et son parachute, éclairant ensuite le champ de bataille pendant environ quarante secondes. La même année apparut l'obus incendiaire type G, qui contenait dans le corps de l'obus à balles M six sacs remplis d'un mélange de corde goudronnée et de phosphore, le tout mis à feu par une petite quantité de poudre noire et une fusée instantanée modèle 1914. Plus tristement célèbres encore, les obus toxiques, basés sur l'obus explosif, mais dotés d'une charge seulement suffisante pour éventrer la paroi et laisser le gaz s'échapper. Toujours en 1916, l'ingénieur André Lefèvre mit au point un obus perforant, dit AL, qui était réalisé en fonte aciérée très épaisse et chargé de 285 grammes de TNT, mis à feu par une fusée 24/31 Schneider 1916, pesant 7,2 kilogrammes. Il pouvait atteindre la portée de 9 500 mètres.

## La batterie

### Articulation
La batterie comprend neuf pièces :
- quatre pièces de tir dotées d'un canon, les 1re, 2e, 3e et 4e pièces ;
- trois pièces de ravitaillement en munitions, la 5e avec deux arrière-trains caissons, la 6e et la 7e avec trois arrière-trains caissons chacune ;
- deux pièces de maintenance et de ravitaillement divers : la 8e qui regroupe une voiture de forge et le fourgon de la batterie et la 9e qui regroupe trois fourgons de vivre et une voiture fourragère.

### Déploiement au combat
Au combat, les quatre pièces de tir et la cinquième de ravitaillement en munitions se déploient sur la position de tir. 
Les deux autres pièces de ravitaillement en munitions, se placent, elles, à quatre ou cinq cents mètres en arrière, dans une position abritée, pour constituer l'échelon de combat, avec la huitième pièce.
La neuvième pièce est généralement affectée au train régimentaire, pour dégager les chefs de batterie des tâches d'intendance.

### Répartition des munitions
Les quatre premières pièces sont dotées de 120 obus chacune (un avant-train et un arrière train caisson), la cinquième de 144 obus (deux arrière-trains caissons), la sixième et la septième de 227 obus chacune (trois avant-trains caissons). Au total, la batterie dispose donc de 1 078 obus soit 269 pour chaque canon.

### Service de la pièce

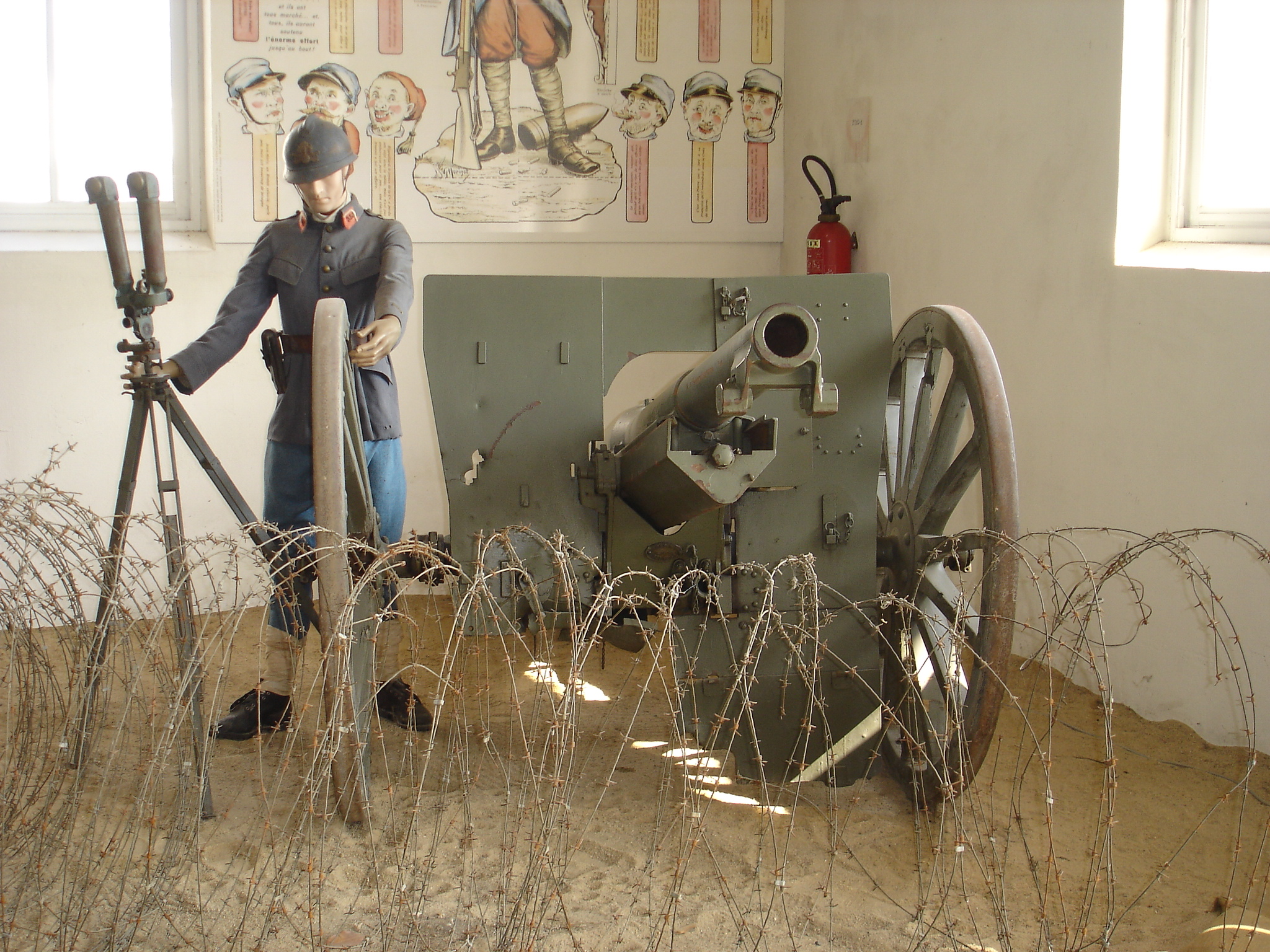
Chef de pièce d'un canon de 75 (musée des blindés de Saumur).

Outre le chef de pièce qui dirige les opérations (généralement un maréchal des logis), une équipe de six servants est nécessaire pour utiliser le canon au maximum de ses possibilités. Lors du tir, l'équipe est ainsi répartie :
- le tireur prend place sur un siège à droite, face à la pièce, il est responsable de l'ouverture et de la fermeture de la culasse et du tir, mais aussi des changements de hausse ;
- le pointeur assis lui à gauche, s'occupe du pointage en site et en dérive ;
- le chargeur derrière le pointeur, engage la cartouche dans la chambre ;
- derrière le caisson trois autres hommes travaillent, deux pourvoyeurs qui alimentent l'appareil débouchoir en munitions, et le déboucheur qui perce les évents des fusées avant de transmettre l'obus préparé au chargeur.

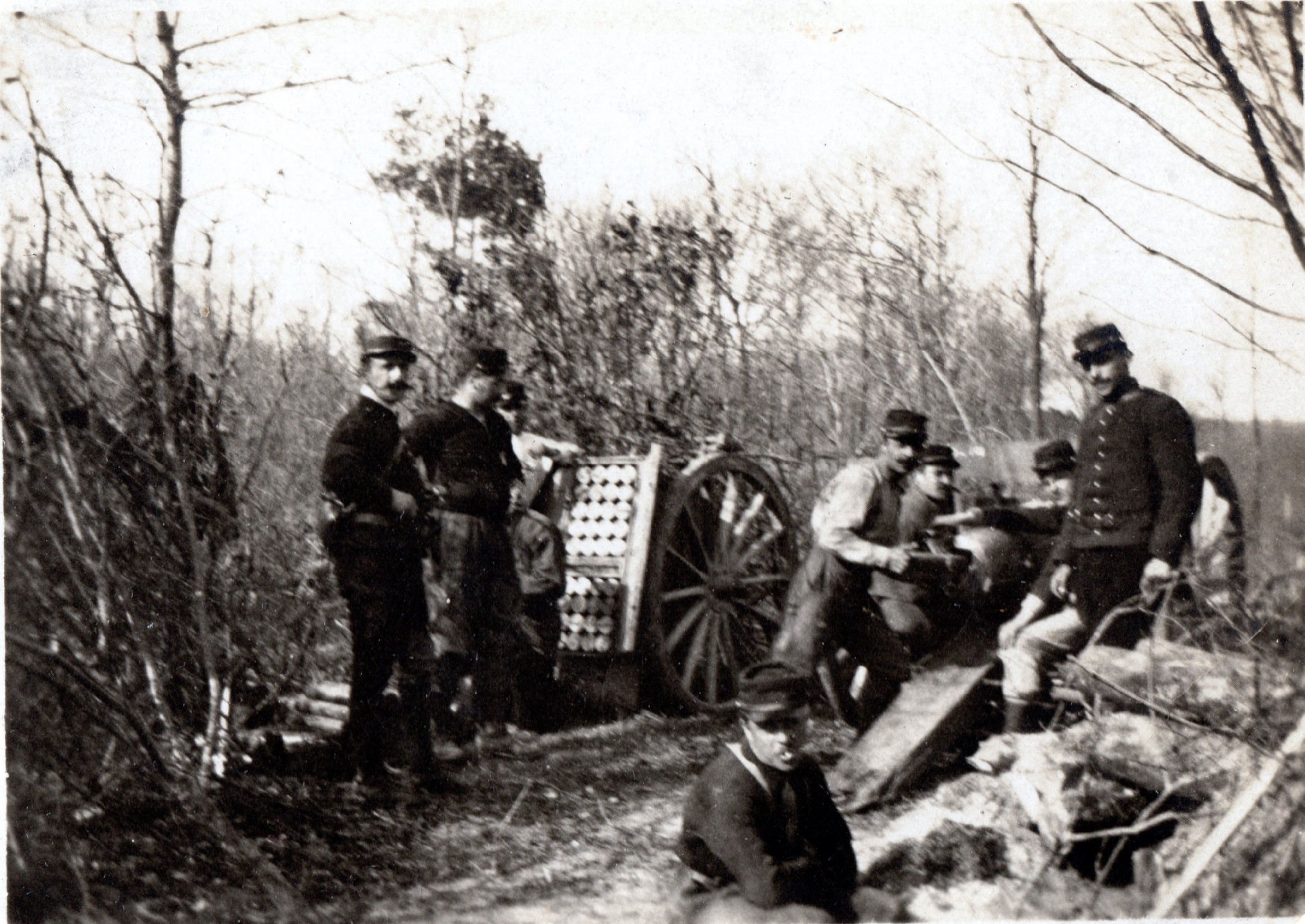
Service d'un canon de 75 Gernicourt (Aisne) mars 1915 guerre mondiale.

## Avantages du 75 mm modèle 1897
Après avoir tiré, le recul du canon n'entraînait pas l'affût en arrière comme dans les anciens modèles. L'affût du 75 restait sur place, seul le tube du canon lui-même partait en arrière dans son logement sur une distance d'environ 1,20 m, puis revenait à sa position initiale. 
Il en découlait de nombreux avantages : le canon restait pointé vers la cible, les servants se fatiguaient moins et ne perdaient plus de temps à repointer, et au moment du tir, ils n'avaient plus besoin de s'écarter de la trajectoire  (incertaine) de recul de l'affût puis de se replacer. 
Le mécanisme de la culasse rotative étaient également efficace et rapide : pour charger le canon, il suffisait d'insérer la cartouche puis de refermer la culasse d'un mouvement du poignet. Après le tir, l'ouverture de la culasse éjectait automatiquement la douille usagée. 
La poudre « sans fumée » n'encrassait plus autant le tube, permettant plus de tirs avant nettoyage ; de plus, la position de la pièce n'était plus révélée aussi clairement, et la fumée ne gênait plus la visée.
Tout cela contribuait au tir rapide. En situation critique, ce type de canon pouvait tirer 20 coups en une minute, voire 28 avec une équipe de servants bien entraînée, mais une telle cadence ne peut être tenue très longtemps, du fait de la nécessité de réapprovisionner (tout le stock immédiatement disponible de 120 munitions étant consommé en 5 minutes à cette cadence), mais aussi de la fatigue générée et de l'échauffement du tube. Dans la pratique, la cadence soutenue est plutôt de six coups par minute. On utilise d'abord les munitions du coffre d'avant train, puis celles contenues dans le caisson adjoint à la pièce. Les voitures caissons font la noria entre la pièce, l'échelon de combat (batterie), et le dépôt de corps d'armée à quelques kilomètres en arrière où elles sont réapprovisionnées en munitions.

## Variantes

### Artillerie de fortification
Plusieurs pièces d'artillerie dérivées du matériel de 75 modèle 1897 équipent les fortifications de l'armée française. 
- Forts du système Séré de Rivières

Tourelle de 75 mm R modèle 1905
- Ligne Maginot

Canons de 75 mm de la ligne Maginot, Tourelle de 75 mm R modèle 1932 et Tourelle de 75 mm modèle 1933

### Artillerie anti-aérienne
Premiers modèles
- Affûts mobiles[8]

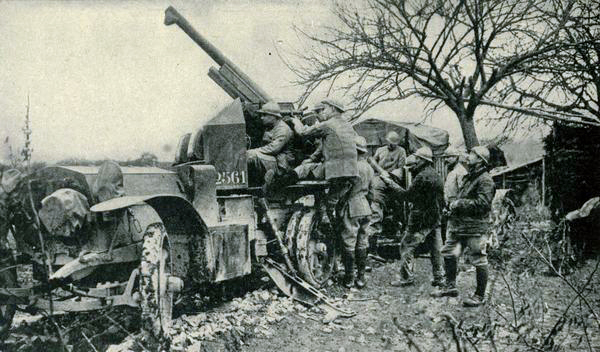
Auto-canon en position de tir.

Un des premiers dérivés du modèle 1897, l'auto-canon de 75 De Dion-Bouton modèle 1910, destiné à la défense contre aéronefs (ballons) aux armées, est un modèle extrêmement novateur, avec son canon sur la plateforme d'un camion qui peut être mis en batterie en moins de cinq minutes. Il se révèle cependant mal adapté au tir contre avion, du fait du manque d'appareil de préparation de tir (Voir Pagezy[réf. incomplète]) et de sa limite de pointage en azimut (268 gr). Une version sur remorque permettant le tir tous azimuts fut plus tard produite (1916-1917) plus longue à mettre en œuvre et donc incapable de « relever » rapidement en cas de contre-batterie. Trente pièces à tir « vertical » (soit vingt auto-canons et dix pièces « semi-fixes ») furent commandées aux ateliers de Puteaux (futur AMX) et réalisés en 1913. Des sections d'auto-canons sont formées dès 1916. À l'Armistice sont en ligne 196 auto-canons et « remorques » pour un total de 858 pièces tous systèmes confondus (le nombre de pièces détruites durant le conflit n'est pas connu).
Les unités de DCA (section et postes) seront organisées au sein de cinq régiments d'artillerie antiaérienne, les 63e, 64e, 65e, 66e et 166e, qui possèdent chacun quatre batteries de quatre auto-canons, deux compagnies de projecteurs et une de ballons de protection. Ils seront modifiés en 1934, par le montage d'un poste central de tir indirect, et resteront en service, faute de mieux, pendant la Seconde Guerre mondiale, 236 d'entre eux servant encore en mars 1940. On verra quelques batteries devant la ligne Maginot et des unités montées sur trains.
Le 27 mai 1940, ce sont les 2e et 7e batteries d’auto-canon du 402e RDCA qui font du tir antichar à Calais, font reculer les panzers et font l’admiration des Britanniques. Les forces allemandes utilisèrent les exemplaires survivants jusqu'en 1944.
On doit à ces matériels antiaériens, dès 1916, les premiers calculateurs mécaniques et en particulier les premiers téléaffichages des coordonnées d'objectifs. Le « Correcteur BROCQ » électrique de la Compagnie des Compteurs (maintenant SLB) est un exemple d'ingéniosité recopié par les Alliés. Le PC 35 et 39 puis le "Director M7" de Sperry en 1942 s'y sont ressourcés.
- Affûts fixes [11]

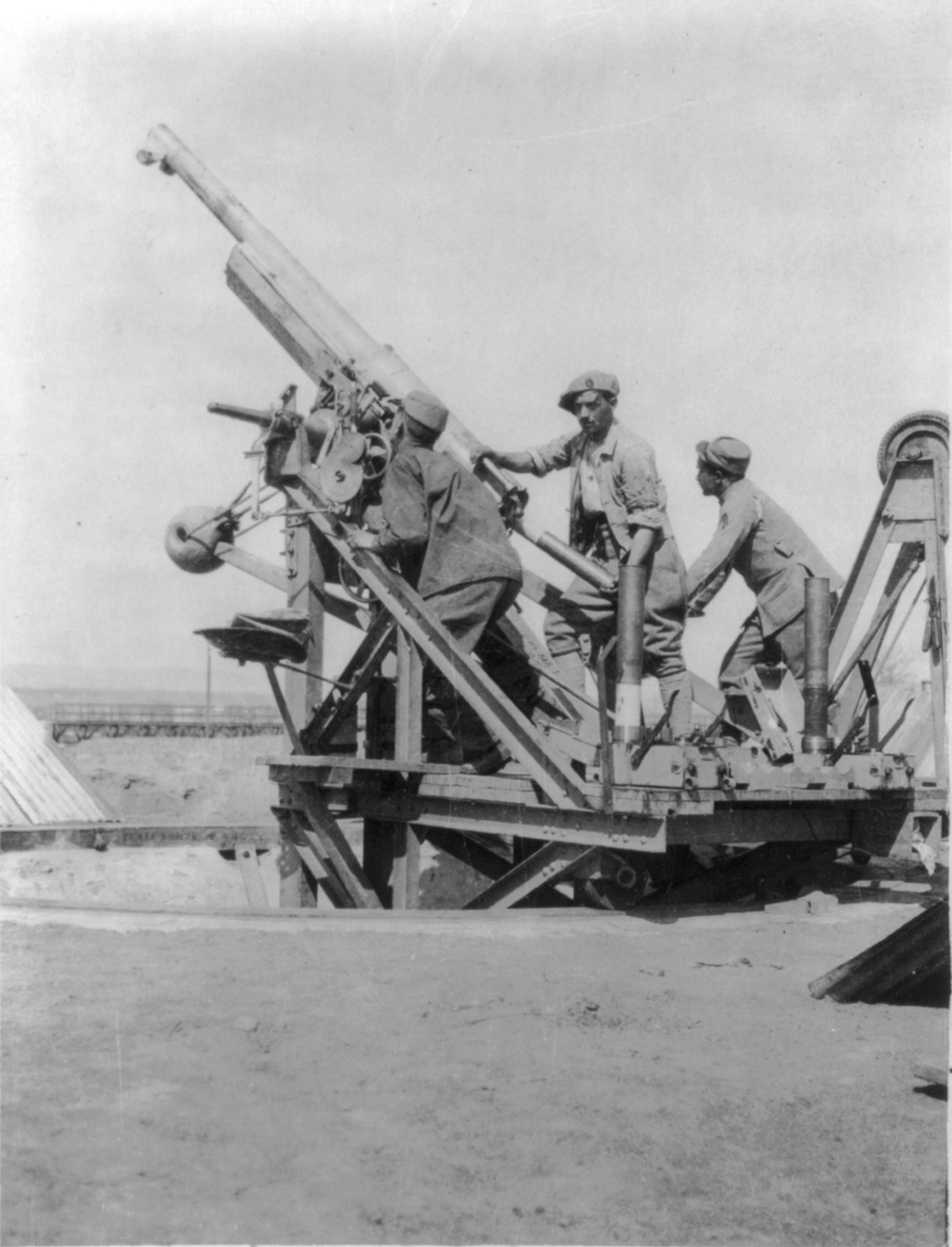
75 mm AA sur plateforme, Salonique, 1914-1918

Pour la protection des zones arrière, au sein de la défense aérienne du territoire, on met en service un autre type de matériel, le 75 mm modèle 1897 sur plateforme modèle 1915, cette pièce fixe peut être déployée en vingt-quatre heures, la plateforme permet au tube d'être pointé de 0 à 75° en site et sur un azimut de 360°. Au cours des années 1930, la vitesse des aéronefs étant devenue trop importante, on remplaça ces affûts, par des plateformes modèle 1939, plus légères. En avril 1940, il reste seulement une vingtaine d'entre eux sur plateforme modèle 1915, et quinze sur plateforme modèle 1939, utilisés en DCA ferroviaire. 
Modernisations de l'entre-deux-guerres
- Le canon de 75 modèle 1928 à frein de bouche G.B.

L'augmentation des performances des avions pousse dès 1925 à améliorer les capacités des canons de DCA. La Manufacture d’Arme de Levallois (MLS) propose d'allonger le tube du canon. La vitesse initiale est portée à 700 m/s et le plafond à 7 500 mètres. Un frein de bouche compense l'énergie plus importante transmise à l'affût.
- Modernisation des modèles existants

Le nouveau tube est installé sur le canon de 75 sur remorque modèle 1917/1934 en 1934, sur la version modernisée de ce dernier, le canon de 75 sur remorque modèle 1930 et le canon de 75 modèle 1928/39 sur plate-forme.
- Nouvelles plateformes de tir

Le canon de 75 modèle 1928 à frein de bouche G.B. est utilisé au début des années 1930 pour équiper de nouvelles plateformes.
L’Arsenal de Bourges (ABS) met au point le canon de 75 modèle 1932 sur plate-forme ABS. L'affût est installé sur une plate-forme à quatre flèches, doté d'une culasse automatique et adapté à la traction automobile. La portée maximale est de 8 000 m, la cadence de tir de 25 coups par minute. L'ensemble peut être tracté à 40 km/h et mis en batterie en 20 minutes. Un total de 332 exemplaires sont en service en mai 1940. 
L'entreprise Schneider produit le canon de 75 modèle 1933 sur plate-forme, doté lui aussi d'une plate-forme à quatre flèches et adapté à la traction automobile. L'ensemble peut être tracté à 8 km/h et mis en batterie en 30 minutes. La portée maximale est de 8 000 m, la cadence de tir de 20 coups par minute. Un total de 192 exemplaires sont en service en mai 1940.

### Artillerie navaleet decôte
La marine nationale adopte le 75 mm modèle 1897 pour équiper des batteries de côte  et des navires.
Le 75 mm modèle 1897-1915 est placé sur l'affût SMCA modèle 1925, avec un débattement vertical de −10 à 70° et une rotation à 360°. Cette installation permet d'utiliser l'arme contre l'aviation.
 
De nouveaux canons de 75 mm sont ensuite développés pour un usage spécifiquement anti-aérien. Les pièces de 75 mm modèle 1922, 1924 et 1927  de 50 calibres sont dérivés du 75 mm Schneider modèle 1908 de 62,5 calibres installé sur la classe Danton.

### Artillerie sous blindage
Le canon de 75 mm modèle 1897 est adapté au service sous blindage.
- Le char d'assaut Saint-Chamond est doté à la fin de 1917 du 75 mm, en remplacement de son canon initial, le 75 mm Saint-Chamond L12CTR [17].
- Le char de rupture FCM 2C[18] de 68 tonnes est équipé du 75 mm, placé dans une tourelle pivotante. Il est construit en 1919 et mis en service en 1923.

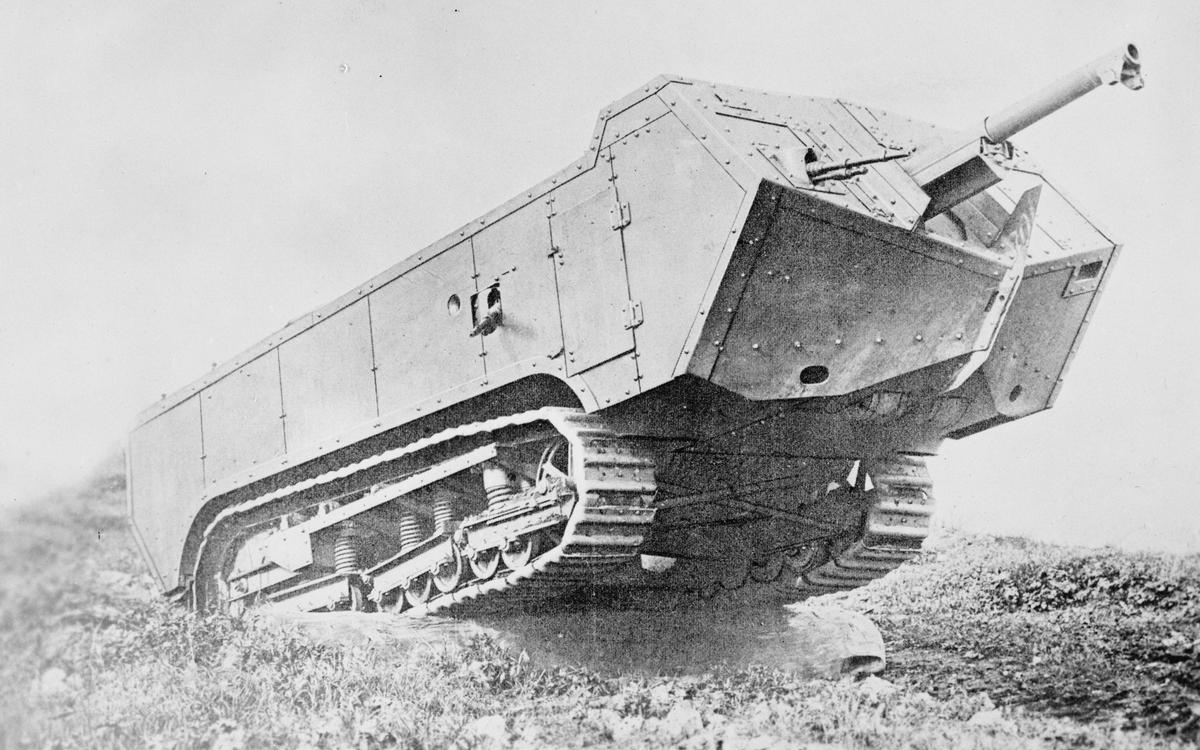
Le 75 mm modèle 1897 est utilisé comme armement principal du char Saint Chamond, à la fin de 1917.

### Artillerie de campagne
Pour rajeunir le 75 dans son rôle de canon de campagne, entre les deux guerres, l'armée française va tenter de l'adapter à la traction automobile, qui commence à supplanter la traction hippomobile au cours des années 1930. L'absence de suspension et les roues à bandages pleins, limitent sa vitesse de déplacement à environ 18 km/h, au-delà, les vibrations risquent d'endommager la pièce. Après une proposition d'André Citroën, qui propose un train porteur qui se place sous le canon, lors du transport, on décide de modifier la pièce elle-même en modifiant le train de roulement, deux nouvelles versions du 75 apparaissent : 
- Matériel de 75 modèle 1897 modifié 1938

Cette modification adapte le modèle 1897 à la traction automobile, en remplaçant les roues originales par des roues moulées à pneumatiques pleins. Le frein d'abattage est conservé et l'accroissement de la masse à 1,5 tonne rend la manœuvre de la pièce plus pénible. Il y eut environ sept cents exemplaires modifiés de cette façon, certains seront équipés de jantes embouties et de pneumatiques à chambre à air. 
- Matériel de 75 modèle 1897 modifié 1938-1940

Cette amélioration du précédent est dotée de pneumatiques à chambre à air et le frein d'abattage est remplacé par des freins à tambour dans les roues.

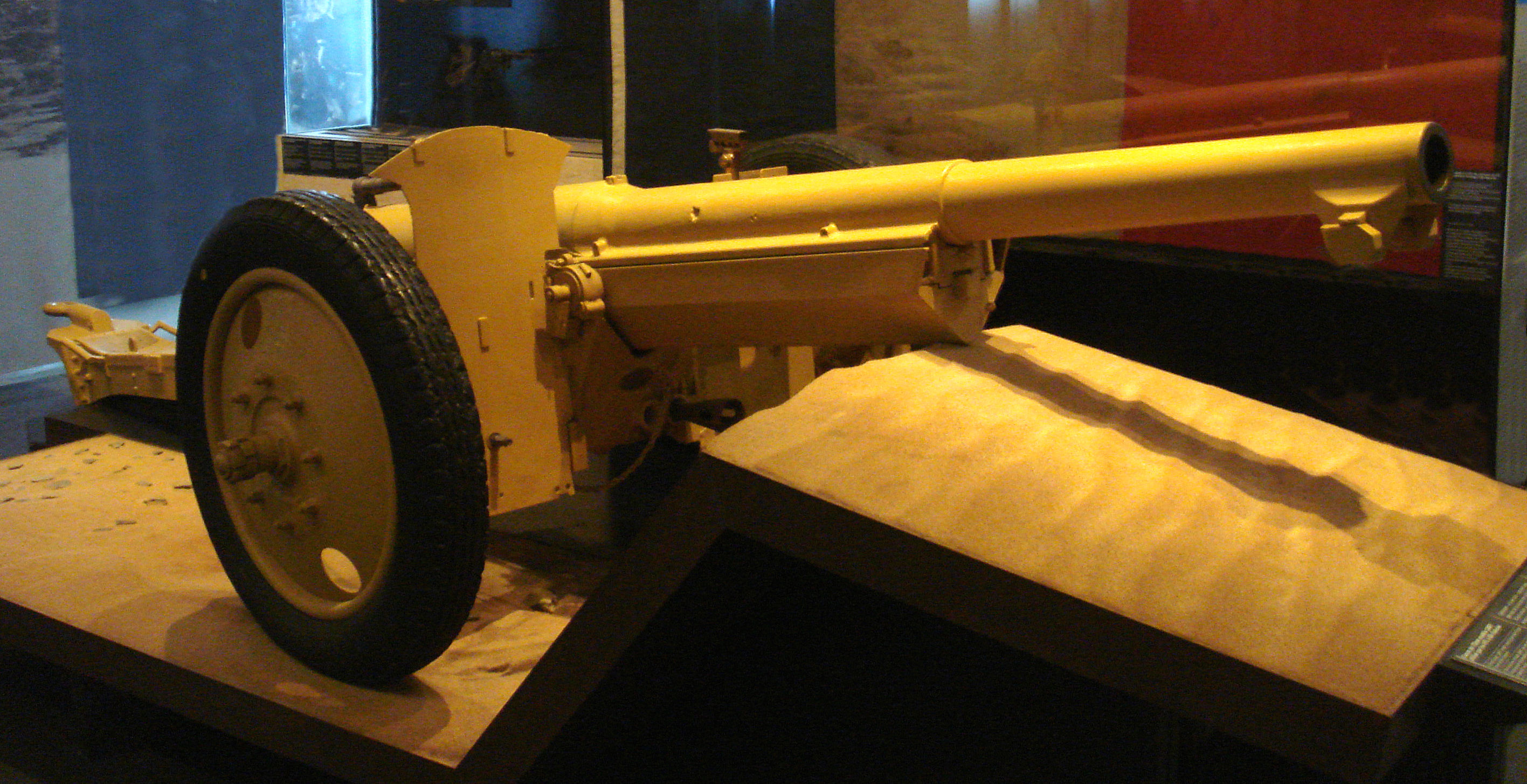
Canon de 75 modèle 1897 modifié 1938-1940 utilisé durant la bataille de Bir Hakeim par les Forces françaises libres

La mise en place du tube de 1897 sur un affût biflèche sera étudié à partir de 1937. Elle donnera lieu à deux prototypes permettant le tir antichar ou le tir d'artillerie, et qui ne seront pas adoptés avant l'armistice:
- Matériel de 75 divisionnaire APX

Ce modèle est livré par APX (ateliers de Puteaux) le 2 décembre 1939, soit deux ans après la commande originale. Il est constitué d'un affût biflèche sur lequel est monté la bouche à feu 1897 sur sa glissière d'origine, modifiée pour faire varier le recul en fonction de l'inclinaison. Le pointage en azimut se faisait du côté gauche de la glissière et le pointage en site du côté droit. Le matériel n'est qu'un modèle de transition avant l'arrivée d'une pièce de conception plus moderne. Il est jugé trop complexe pour la mise en production rapide, trop difficile à manœuvrer, il sera finalement rejeté.
- 75 tous Azimuts ABS

Ce modèle est livré par l'atelier de Bourges le 18 mars 1940. Il est de type triflèche et permet le tir tous azimuts. Le tube est analogue au modèle 1897 mais avec une partie rayée allongée de 313 mm, l'appareil de pointage se compose d'un goniomètre et d'un collimateur à inclinaison variable, le pointage antichar se faisant par une lunette analogue à celle du 47 mm SA 37 solidaire de la bouche a feu. Le matériel donne entière satisfaction pendant les essais et la commission d'essai recommande son adoption immédiate. Mais ce rapport enthousiaste date du 11 mai 1940, le prototype sera envoyé à Tarbes quelques jours plus tard et dissimulé à l'Armistice, et toute trace sera perdue.

## En service

### Unités équipées de 75 modèle 1897
En 1897, lorsque la pièce entre en service, l'armée française aligne quarante régiments d'artillerie de campagne, dont les plus récents ont été créés en 1894. Par la suite, avec l'adoption du service militaire de trois ans, leur nombre passe à soixante-deux. Ils se répartissent en trois types, les régiments affectés au corps d'armée à quatre groupes de batteries, au nombre de vingt, et ceux affectés aux divisions qui sont à trois groupes, sauf dix qui possèdent en plus un quatrième groupe dit à cheval, qui doit être détaché de la division de cavalerie. Chaque groupe comprend trois batteries soit un total de 648 batteries de quatre pièces.

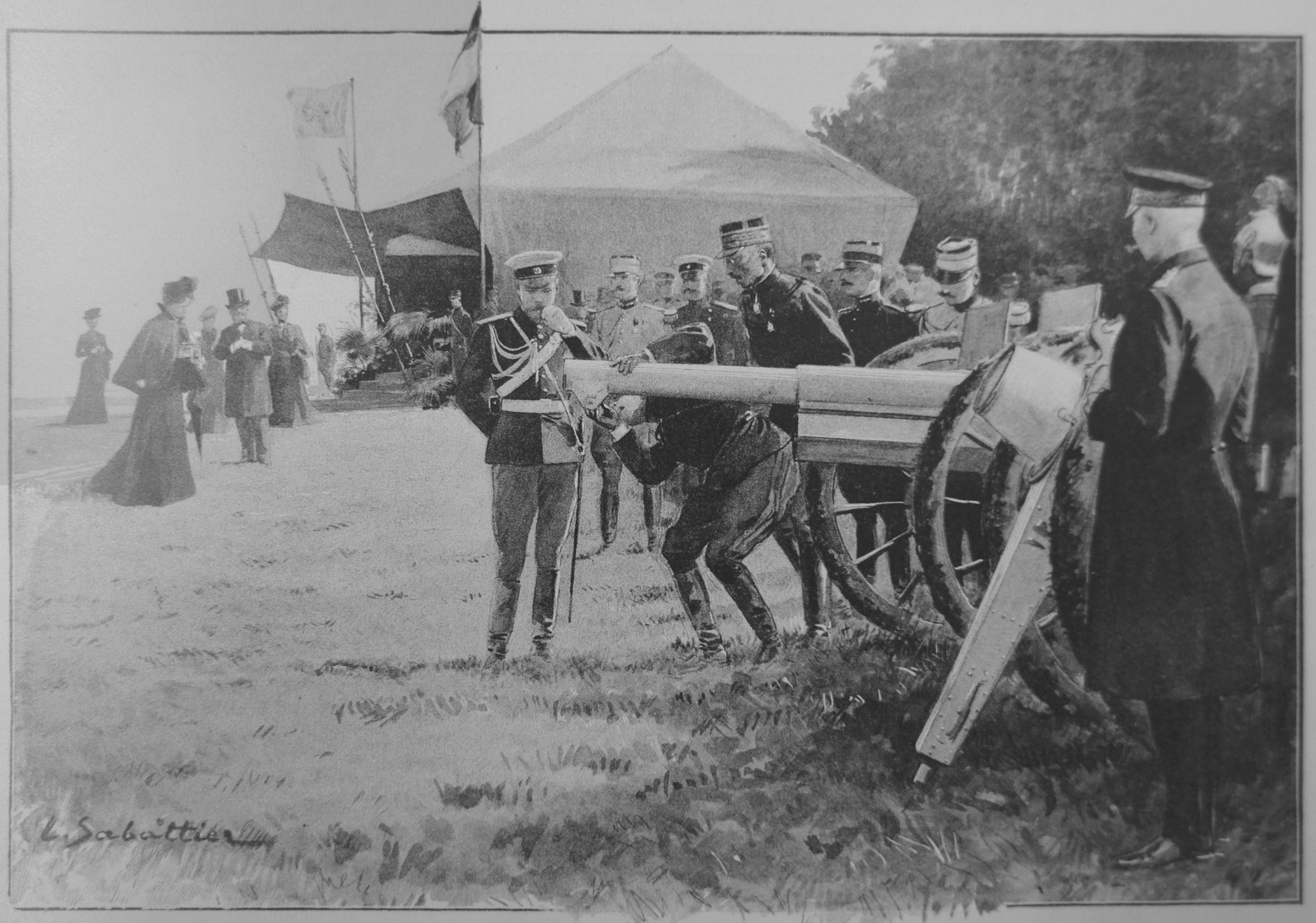
Présentation au tsar Nicolas II lors des Grandes manœuvres de l'Est de 1901.

L'état-major régimentaire comprend dix-sept hommes, dont trois officiers et trois officiers de réserve, avec treize chevaux, dont onze de selle, un fourgon et deux bicyclettes. L'état-major de groupe, lui, est encore plus important avec vingt et un hommes, dont six officiers ; il regroupe des spécialistes aussi divers que l'officier médecin et celui vétérinaire, mais aussi le boucher. Il est équipé d'une voiture sanitaire, d'une à viande, de deux fourgons de bagages et de quinze chevaux, dont huit de selle. En temps normal, son personnel est affecté à la neuvième pièce de la première batterie du groupe, mais en temps de guerre, l'ensemble est regroupé dans le train régimentaire.
La batterie est l'unité élémentaire de l'artillerie française ; l'adoption du modèle 1897, provoque sa diminution, du fait de la cadence de tir, de six à quatre pièces de tir. Cette organisation devient officielle par une ordonnance ministérielle en 1899, puis est fixée par la loi du 24 juillet 1909. Son effectif total est de trois officiers et de cent soixante-et-onze hommes. Le matériel comprend seize voitures, dont quatre canons, douze caissons, auxquels s'ajoutent une forge et quatre fourgons. Cent soixante-huit chevaux, dont trente-six de selle, assurent sa mobilité. Elle est subdivisée en neuf pelotons de pièces, commandés chacun par un maréchal des logis, assisté de un ou deux brigadiers. Au combat, les cinq premiers forment la batterie de tir, commandée par le lieutenant d'active, les quatre derniers forment l'échelon de combat dirigé par le sous-lieutenant de réserve, cependant le neuvième est la plupart du temps regroupé avec celui des autres batteries, au sein du train régimentaire. Les trente batteries à cheval en diffèrent peu avec un effectif de quatre officiers et de cent soixante-quinze hommes ; cependant pour accroître la mobilité, la plupart des servants sont montés sur des chevaux de selle, on trouve donc deux cent quinze chevaux, dont quatre-vingt-deux de selle, dans ce type de batterie.

### Premières actions
Le matériel de 75 modèle 1897 est pour la première fois utilisé en opérations en juin 1900, lors de l'expédition internationale contre les Boxers. Trois batteries sont employées, en particulier lors de la prise de Pékin le 13 août, où leur efficacité impressionne le Feldmarschall Alfred von Waldersee, commandant la force expéditionnaire, qui s'empresse de rapporter à son gouvernement la supériorité de la nouvelle pièce d'artillerie française.
Le canon de 75 modèle 1897, dont la technologie est secrète, est employé uniquement dans l'armée française. Il ne doit pas être confondu avec le canon de 75 Schneider modèle 1912, dont la cadence de tir est huit fois moins rapide. Développé et produit par l'industrie privée, ce dernier est principalement destiné à l'exportation. En 1912, la Serbie, la Grèce et la Bulgarie, qui ont acheté le canon de 75 Schneider, affrontent les Ottomans lors de la Première guerre balkanique. L'armée ottomane est équipée de canons de 77 mm allemands qui se révèlent nettement inférieurs.

### En action pendant la Première Guerre mondiale

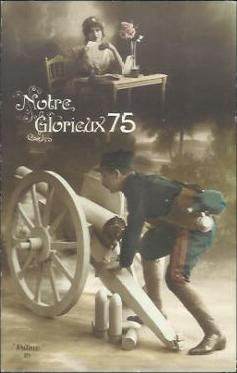
Carte postale de propagande. Arme majeure, le 75 fut bientôt l'objet d'un véritable culte.

En 1914, la France entra en guerre avec 3 840 canons de 75 à sa disposition. Après la bataille de la Marne, le déficit était environ de 400 pièces. En avril 1915, il manquait 800 canons par rapport à l'effectif théorique. Mais, en 1918, le nombre de pièces atteignit 5 484.
Malgré leur plus faible efficacité dans le contexte de la guerre de tranchées, ils vont néanmoins prendre un rôle déterminant, contribuant en particulier à l'arrêt de l'armée allemande lors de la bataille de la Marne en 1914, et à Verdun en 1916. Ils sont servis par des équipages de très haute compétence, une bonne partie des officiers d'artillerie étant sortis de grandes écoles comme Polytechnique. Ils sont l'une des armes maîtresses de l'armée française et pas moins de 17 500 canons sont construits pendant la guerre, les munitions étant produites à plus de deux cents millions d'unités. La consommation d'obus de 75 devient démesurée : par exemple, 3,75 millions sont tirés lors du seul mois de mars 1916 à Verdun.
La France traverse une crise grave à la fin de l'année 1914 quand la production et les stocks d'obus, pourtant importants, se révèlent insuffisants. Il est alors décidé de recourir à l'industrie privée, afin d'augmenter la production journalière de vingt à cent mille obus. De nombreuses industries civiles se reconvertissent, et, grâce au travail féminin et à l'utilisation de nouveaux procédés de fabrication, comme la réalisation d'obus par usinage et non par forge, la production augmente rapidement. En septembre 1914, 11 000 obus sont produits, on passe à 46 000 au début de 1915, puis à 75 000 en juin de la même année. Mais, en conséquence, la qualité des munitions décline, provoquant plus souvent des éclatements et des gonflements du tube de l'arme (1 éclatement tous les 3 000 tirs en moyenne, contre 1 tous les 500 000 en 1914, environ 500 tubes éclatés pour le seul mois de mars 1915. ). La situation est telle que le commandement finit par ordonner de n'utiliser les 75 mm qu'en dernier recours. Devenu colonel, Sainte-Claire Deville est chargé du problème et réussit dès septembre 1915 à redresser les standards de production, grâce à des contrôles plus stricts. Toutefois, la qualité n'atteint plus jamais celle d'avant-guerre. Le coût d'un obus en 1917 affiché par le Ministère de l'Armement est de 60 francs français.
Les pertes durant le conflit furent très lourdes. Environ 18 000 pièces furent détruites, les deux tiers du fait de l'ennemi, 3 257 canons éclatés, 3 391 canons boursouflés, par défaut du tube, de la culasse ou à la suite d'un éclatement prématuré de la cartouche.

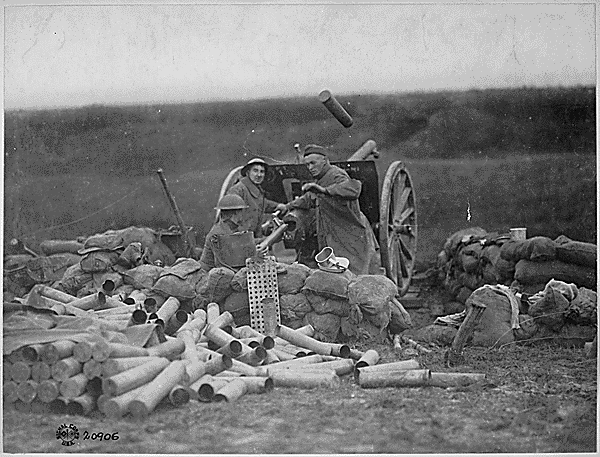
Premier tir américain sur le front lorrain avec un canon de 75 Modèle 1897 français, le 9 février 1918 près de Bathelémont-lès-Bauzemont (Meurthe-et-Moselle). La douille éjectée est encore en l'air qu'un nouvel obus est déjà introduit dans le canon. Ce canon pouvait tirer 6 obus par minute. Chaque obus à balles contenait 280 billes de plomb.

Utilisé par plusieurs alliés, il fut perçu entre autres par l'American Expeditionary Force qui disposa d'un total 1 828 canons fournis par l'industrie française et 143 construits par l'industrie américaine.

### En action pendant la Seconde Guerre mondiale

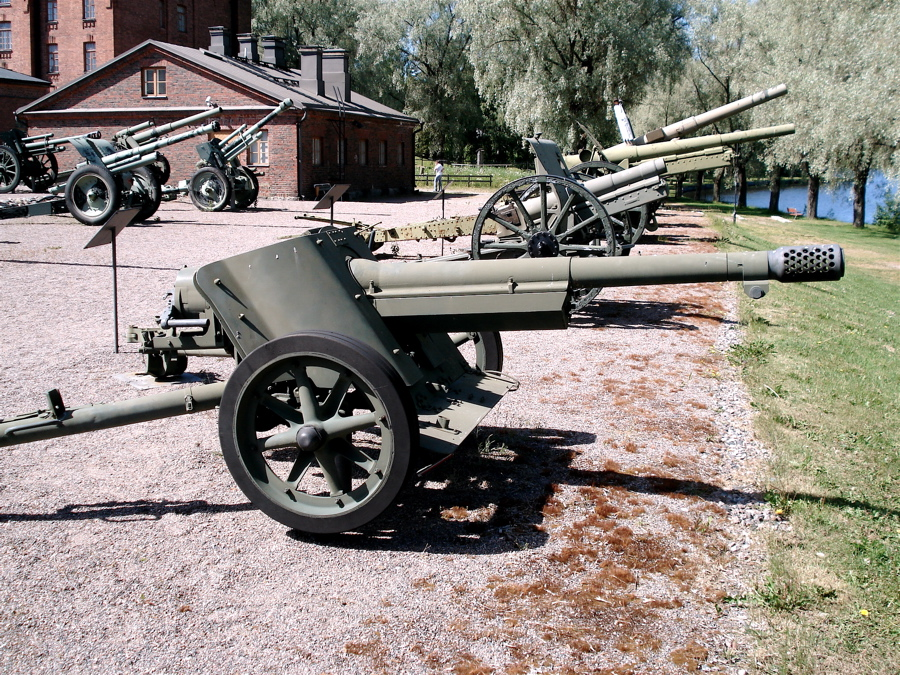
Version antichar 7.5 cm PaK 97/38 développée par l'Allemagne durant la Seconde Guerre mondiale.

Les canons de 75 sont encore nombreux en service au début de la Seconde Guerre mondiale dans l'armée française, avec 4 500 pièces en stock, et dans d'autres forces. Ils servent comme pièces antichars d'opportunité lors de la dernière phase de la bataille de France. En juin 1940, l'artillerie vient à manquer et la France passe une commande auprès des États-Unis de 1 000 canons de 75 et d'un million d'obus ; le 11 juin 1940, ils sont embarqués sur le SS Pasteur ; à la suite de l'armistice, de Gaulle ordonne que le navire et sa cargaison soient détournés vers la Grande-Bretagne, ces canons servirent ensuite dans les Forces françaises libres.
Armée d'armistice et Forces françaises libres
Le 75 est employé dans les rangs de l'Armée d'armistice lors des combats de la campagne de Syrie (1941).
Lors de la bataille de Bir Hakeim, en juin 1942, les canons de 75 de la brigade des Français libres, servis par le 1er RAFFL, sont un outil efficace de la défense du retranchement. Les forces de l'Axe perdent 51 chars et une centaine de véhicules, pour une bonne partie à cause des 75. Ils s'illustrent aussi lors de la seconde bataille d'El Alamein.
Dans les mains françaises, il sert ensuite lors de la campagne de Tunisie avant d'être remplacé par du matériel anglo-américain plus moderne en 1943.
Armée allemande
Les Allemands, récupérant tout le matériel disponible, l'utilisent sous le nom de FK231(f), mais les obus français capturés en nombre limité n'ont pas une grande valeur pour le combat antichar, leur vitesse initiale étant trop faible pour inquiéter un T-34 de l'Armée rouge ; le complexe militaro-industriel allemand lui substitue donc un obus à charge creuse.

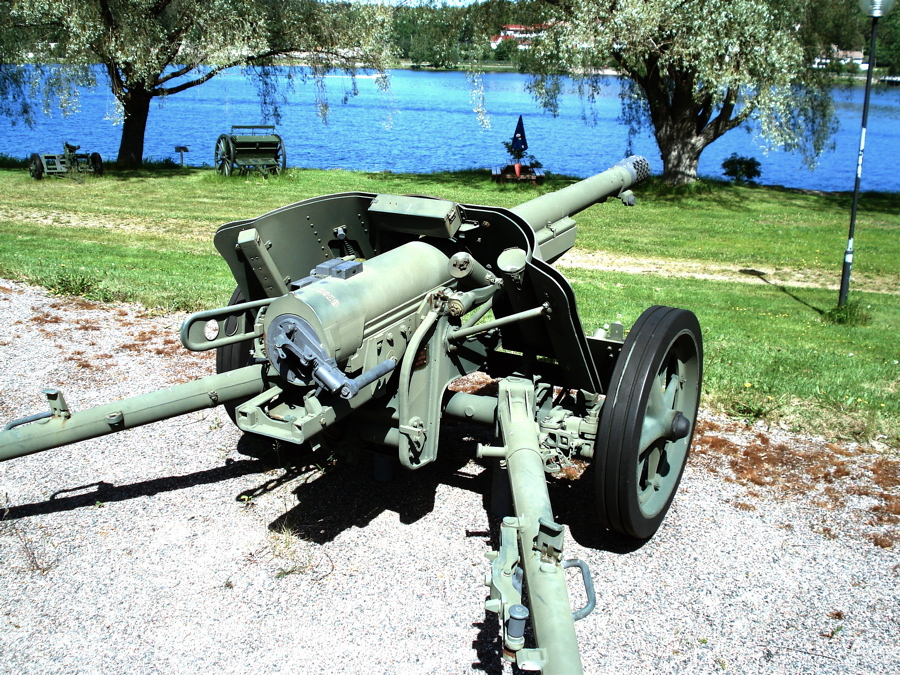
Canon de 75 monté sur un châssis de 50 mm M1938 anti-char allemand.

Le canon n'a pas assez de débattement en batterie pour être vraiment efficace dans ce rôle[Lequel ?]. Aussi, à partir de l'automne 1941, la firme Rheinmetal-Borsig l'adapte à la lutte contre les blindés. Le tube est remonté sur l'affût du PaK 38 de 5 cm sous la dénomination de 7,5-cm Pak 97/38. Un frein de bouche tubulaire, percé de nombreux trous, est rapporté. Il pèse 1 190 kg en ordre de tir et 1 246 en ordre de marche. En 1942, la Wehrmacht en réceptionne 2 854.
L'âme du canon français est cependant trop lourde et a un recul trop long pour le châssis allemand. Le manque de stabilité nuit à la précision, obligeant à un tir à 100 m. Le 7,5 Pak 97/38 est définitivement retiré du service actif en 1944, mais sert dans les unités de seconde ligne

### Après-guerre
On le trouve encore ponctuellement en action durant la guerre d'Indochine.
En Afrique du Nord, on verra des 75 dans des postes en Algérie. Le 13e RA par exemple, régiment d'artillerie de campagne en service d'infanterie dans le sud, en était équipé. La 2e batterie à Ghardaïa en avait quatre dont deux de fabrication américaine. Seules les plaques d'immatriculation pouvaient les distinguer[réf. nécessaire].

### Utilisation lors de cérémonie officielle
Lors de la cérémonie d’investiture du nouveau président de la République française, 21 coups sont tirés par la batterie d'honneur de l'artillerie française qui comprend deux canons de 75 mm placés devant l’esplanade des Invalides.